# Pat Halcox

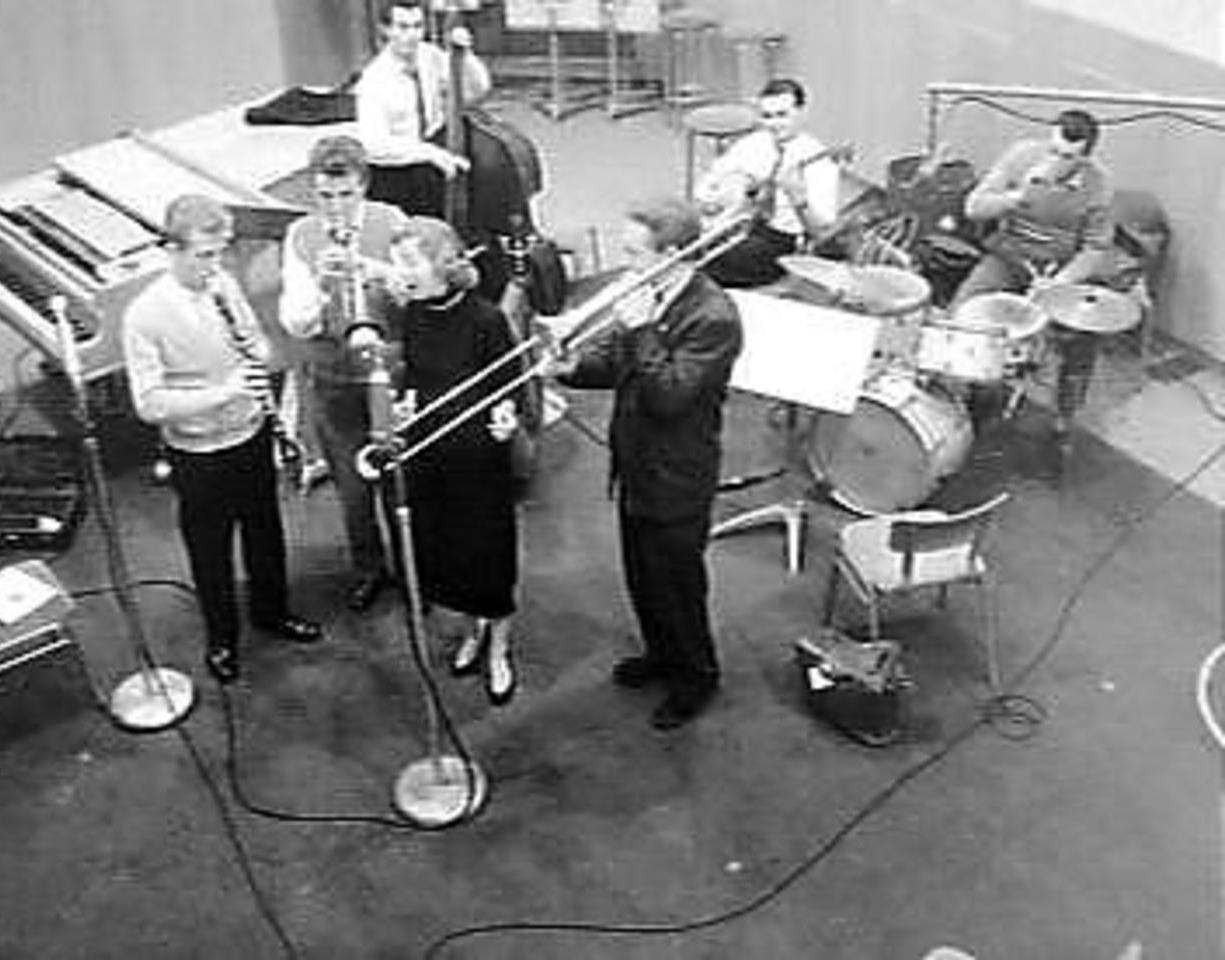
Halcox met de Chris Barber Band (Nederland, febr. 1957)

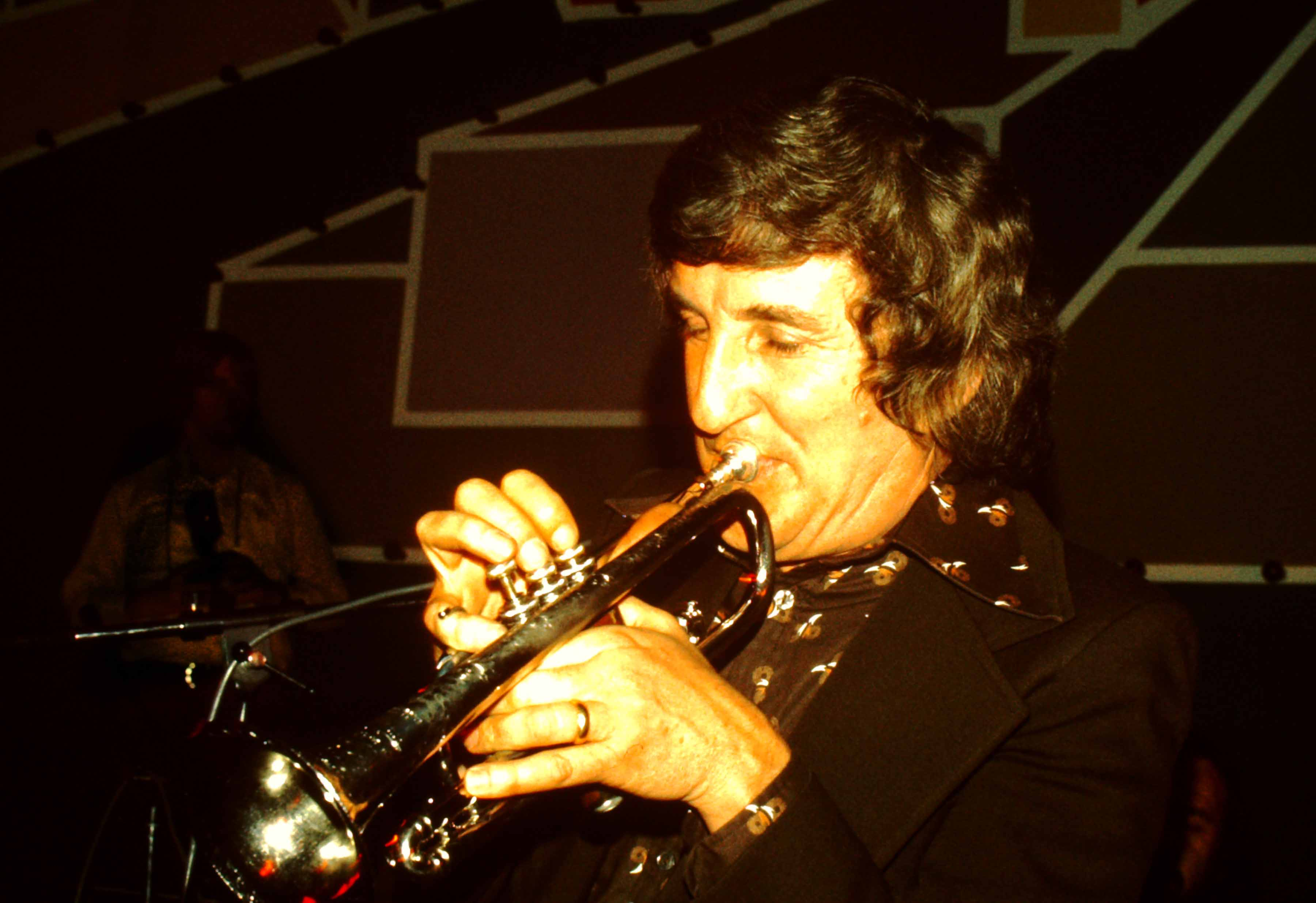
Halcox tijdens een concert van Chris Barber's Jazz Band, in Duitsland in 1975

Patrick John Halcox (Chelsea (Londen), 18 maart 1930 – 4 februari 2013) was een Engelse jazz-trompettist en -zanger. Hij speelde ruim een halve eeuw in de band van trombonist Chris Barber.
Halcox speelde als kind piano, later ging hij trombone spelen.  Na zijn diensttijd in de Royal Air Force pakte hij de trompet op en speelde hij in lokale groepen. Hij richtte zijn blik echter op een carrière in de chemie. Toen Ken Colyer de naar hem vernoemde traditionele jazzband na onenigheid over de muzikale richting verliet, vroeg Chris Barber in 1952 Halcox de weggelopen trompettist te vervangen. Halcox dacht dat het voor korte tijd zou zijn, "een jaar of twee", het werden uiteindelijk 54 jaren waarin de groep in verschillende bezettingen vele duizenden optredens gaf. 
In het midden van de jaren vijftig was dixieland-jazz weer helemaal in en de band had dan ook veel succes, met veel optredens (onder meer in Duitsland) en goedverkochte albums. Halcox bedacht ook nieuwe teksten voor de dixielandstandard Ice Cream uit 1954. In 1959 speelde de groep op de soundtrack voor de film "Look Back in Anger", waarin de trompettist Richard Burton trompet speelde op het spel van Halcox. Eind jaren zestig onderging de band een gedaanteverwisseling toen de groep de Chris Barber Jazz and Blues Band ging heten en samenspeelde met bijvoorbeeld Big Bill Broonzy en Muddy Waters. Eind jaren zeventig, begin jaren tachtig leidde Halcox af en toe tijdens de zomermaanden een eigen groep, de Pat Halcox All-Stars, of kortweg Pat's Summer Band, waarmee hij een album opnam. In 2001 werd de groep van Barber een bigband, Big Chris Barber Band, een bigband van tien man.
Halcox heeft op tientallen platen van Chris Barber meegespeeld en enkele platen als leider opgenomen. Daarnaast speelde hij mee op opnames van onder meer Elton John ("A Single Man"), Lonnie Donegan, Dr. John, Louis Jordan, Art Hodes, Humphrey Lyttelton en Sonny Terry & Brownie McGhee.  

## Discografie
als leider:
- There's Yes! Yes! In Your Eyes, Jazzology, 1989
- The Pat Halcox All Stars, Lake Records, 1997